# Pergamentmachergang

Die Lage des Pergamentmachergangs, rot markiert auf einem Stadtplan von 1910

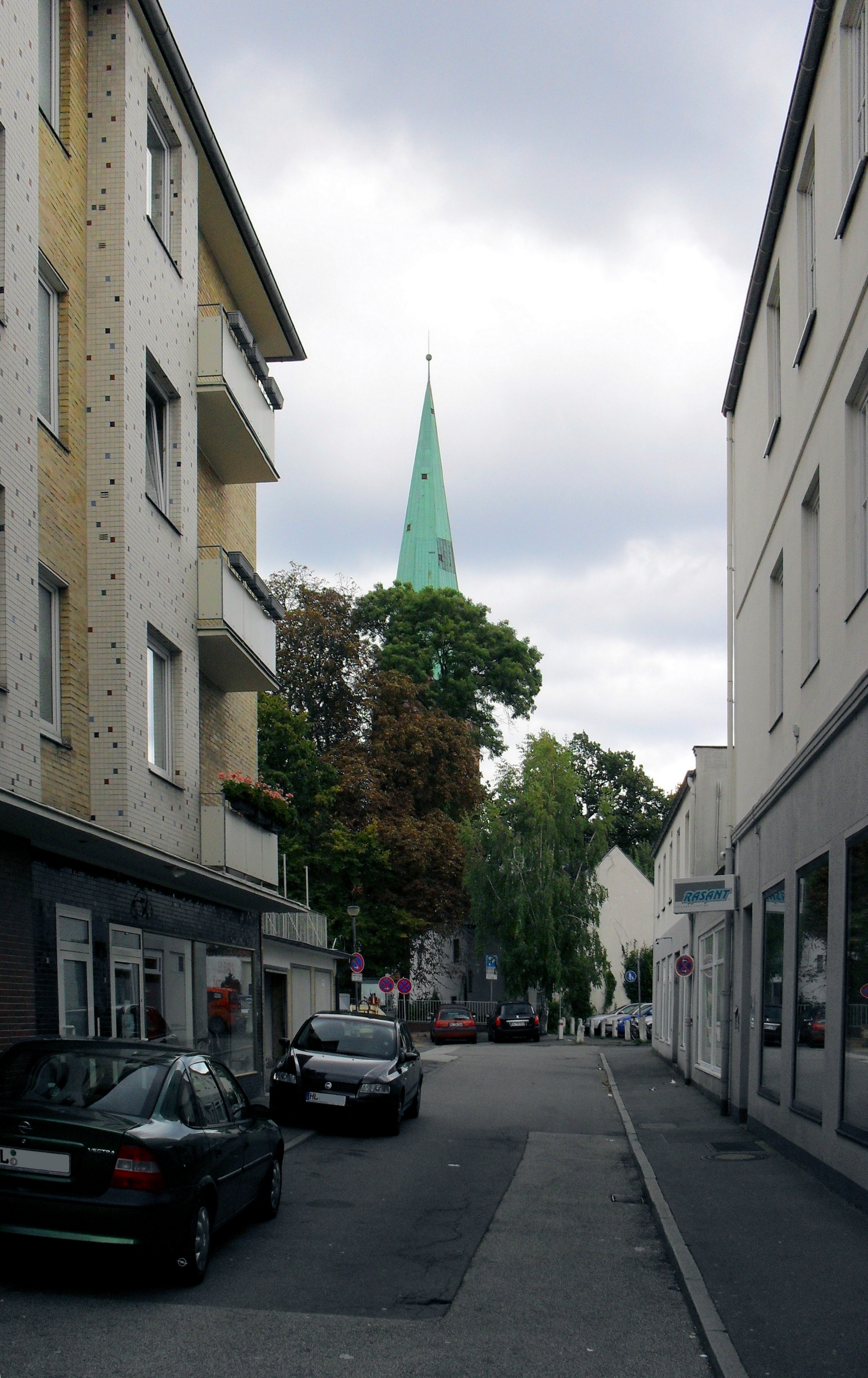
Der Pergamentmachergang von der Mühlenstraße aus gesehen; im Hintergrund die Aegidienkirche. Dieser Abschnitt der Straße entspricht dem früheren Derliens Gang

Der Pergamentmachergang ist eine Straße der Lübecker Altstadt.

## Lage
Der etwa 180 Meter lange Pergamentmachergang befindet sich im südöstlichen Teil der Altstadtinsel, im Johannis Quartier. Er geht zwischen St.-Annen-Straße und Königstraße von der Mühlenstraße ab, verläuft im Zick-Zack erst ostwärts, dann nach Norden und sodann nach Nordosten, bis er durch eine Gebäudeunterführung auf die Aegidienstraße bei der Abzweigung der Schildstraße trifft und endet.

## Geschichte
Der Name Pergamentmachergang ist in doppelter Hinsicht irreführend, da er einerseits nach einer von alters her überlieferten Bezeichnung klingt, die sich wie bei anderen Lübecker Straßen von den im Mittelalter dort ansässigen Handwerkern abzuleiten scheint. Zum anderen lässt der Name auf einen der typischen Lübecker Wohngänge schließen. Beides ist jedoch unzutreffend, da Straße und Benennung aus der Nachkriegszeit stammen. Dennoch handelt es sich beim Pergamentmachergang um keine völlige Neuanlage.
Bis ins 20. Jahrhundert befand sich dort, wo heute der von der Mühlenstraße abzweigende erste Abschnitt des Pergamentmachergangs verläuft, ein alter Wohngang des 17. Jahrhunderts (Nr. 41), der zuletzt den Namen Derliens Gang hatte und dessen Vorderhaus die Nummer Mühlenstraße 43 trug. Ansonsten befanden sich Hinterhöfe und Gebäude dort, wo heute die Straße liegt.
Beim Bombenangriff von 1942 wurde das Gebiet schwer in Mitleidenschaft gezogen. Derliens Gang wurde zerstört, ebenso die umgebenden Gebäude und zusammen mit weiteren historischen Giebelhäusern auch das Vorderhaus des Ganges an der Mühlenstraße.
Beim Wiederaufbau in der Nachkriegszeit wurde zu Beginn der 1960er Jahre eine Verbindungsstraße durch den zuvor dicht bebauten und nunmehr von Trümmern beräumten Block gelegt; zur Mühlenstraße hin ist sie im Verlauf deckungsgleich mit dem ehemaligen Derlins Gang, der Abschnitt bis zur Aegidienstraße ist hingegen ohne Vorgänger. Dass es sich um keine historisch gewachsene Straße handelt, sondern um eine dauerhaft gewordene Notlösung, lässt sich auch an ihrem Erscheinungsbild erkennen: Der Pergamentmachergang verläuft zwischen schmucklosen Rückfassaden und wirkt eher wie ein großer Hinterhof. Seine Anlieferungsfunktion an den Gebäuderückseiten entspricht den Blockbinnenhöfen der Lübecker Altstadt, die allesamt Neuschöpfungen des Wiederaufbaus nach dem Zweiten Weltkrieg sind. Sie entstanden um 1960 im Wege der Umlegung nach dem schleswig-holsteinischen Wiederaufbaugesetz aus der Zusammenfassung rückwärtiger Hofgrundstücke betroffener Anliegergemeinschaften.
Die Bezeichnung Pergamentmachergang erhielt die neue Straße 1961 als Namen zugewiesen. Es handelt sich dabei um eine Retortenschöpfung, die nicht auf ältere Benennungen zurückgeht.

## Bilder

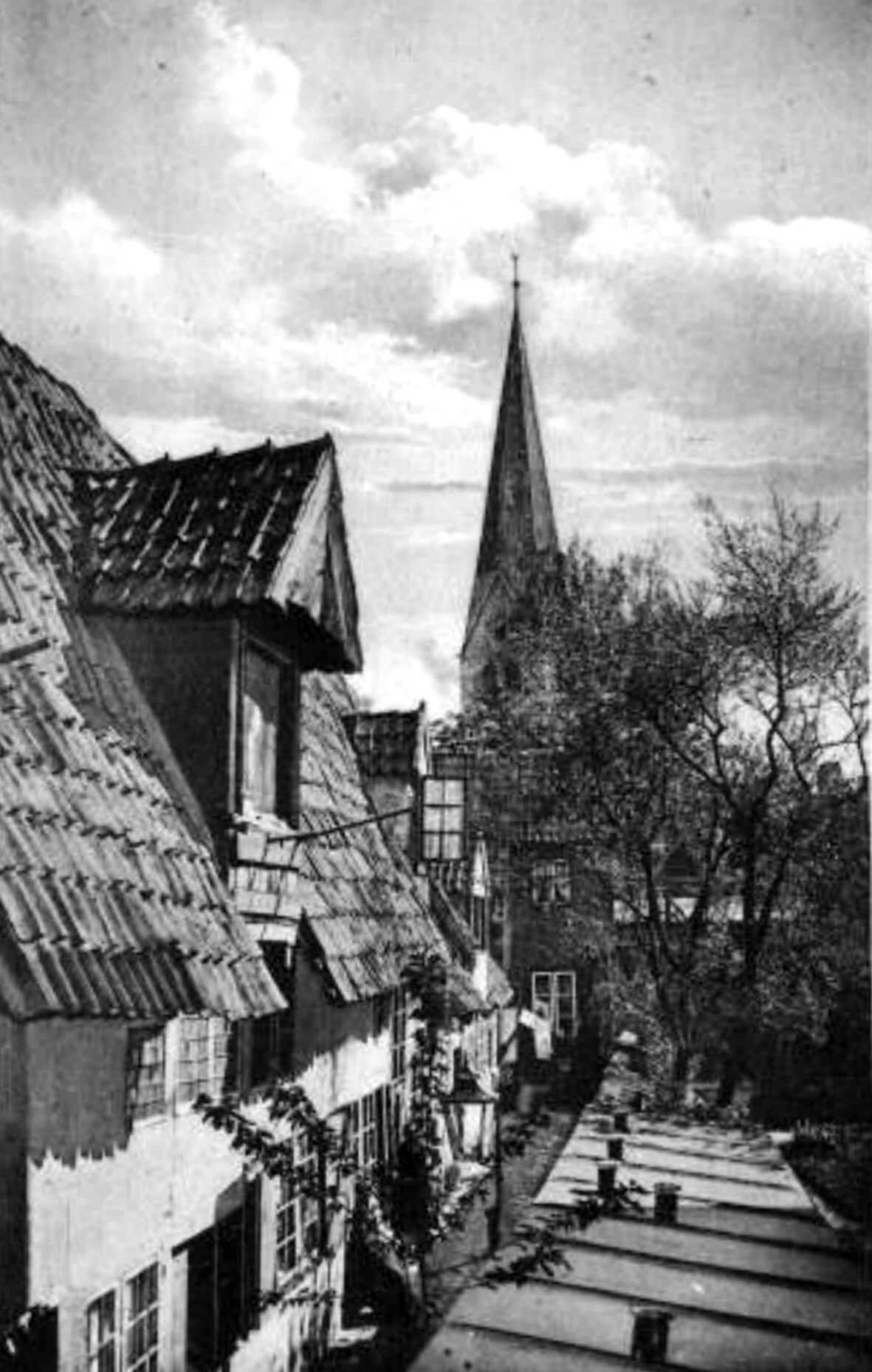
Der 1942 zerstörte Derliens Gang, im Hintergrund die Aegidienkirche. Fotografie von Johannes Nöhring
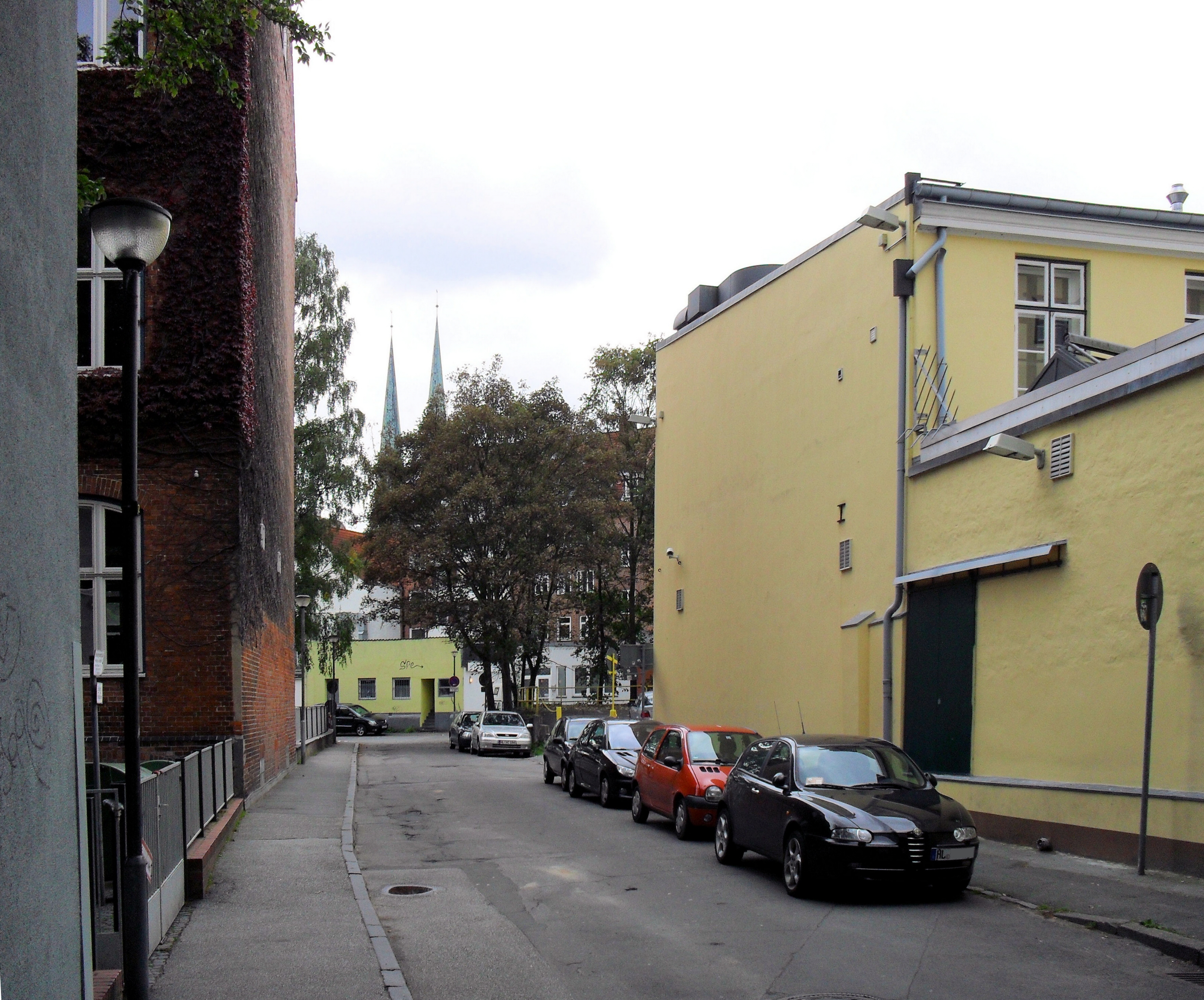
Der Pergamentmachergang, von der Aegidienstraße aus gesehen